# Souligny
Souligny település Franciaországban, Aube megyében. Lakosainak száma 377 fő (2022. január 1.). Souligny Bouilly, Laines-aux-Bois, Saint-Pouange és Vauchassis községekkel határos.

## Népesség
A település népessége az elmúlt években az alábbi módon változott:
| Lakosok száma | 276  | 351  | 341  | 400  | 428  | 426  | 400  | 379  | 378  | 377  |
|               | 1968 | 1982 | 1990 | 2006 | 2013 | 2015 | 2017 | 2019 | 2020 | 2022 |